# باورپذیری

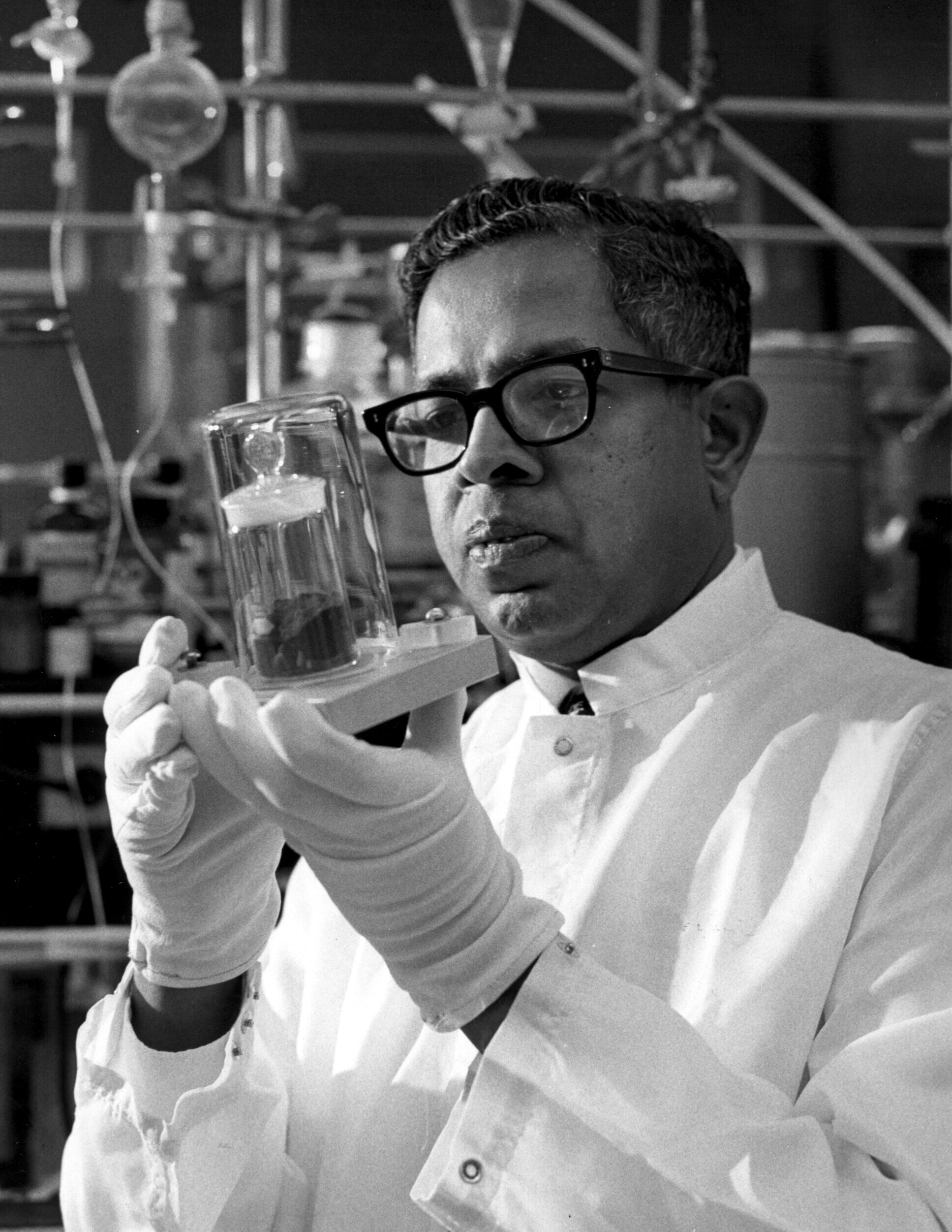
دانشمندانِ دارای مدرک دکتری به‌دلیل مطالعات پیشرفته منابع معتبری در زمینه تخصص خود محسوب می‌شوند.

باورپذیری یا اعتبار اجزای عینی و ذهنی قابل باور بودن یک پیام یا منبع را در بر می‌گیرد. باورپذیری دو عنصر کلیدی شامل قابل اعتماد بودن و تخصص را داراست که خود نیز دارای اجزای بیرونی و درون‌زا می‌باشند. بعد از این دو عنصر، پویایی و کاریزمای منبع نیز اهمیت دارد.
اهمیت اعتبار و قابل باور بودن در دوران اینترنت افزایش یافته‌است، تا جایی که برخی مراکز پژوهشی مانند دانشگاه استنفورد نسبت به تدوین معیارهای باورپذیری آنلاین اقدام کرده‌اند.
از جمله باورپذیری‌هایی که بیشتر مورد پژوهش قرار گرفته‌اند می‌توان به اعتبار رسانهای، اعتبار علمی، اعتبار پزشکی، اعتبار تجاری و اعتبار آکادمیک اشاره کرد.